# Demonomani
Demonomani (av grekiska dai'mon, "ande, ond ande", och mani'a, "raseri, vanvett") är ett äldre uttryck för ett slags sinnessjukdom, under vilken den sjuke behärskas av den "fixa idén" att han är besatt av någon ond ande.